# 골동품 상점

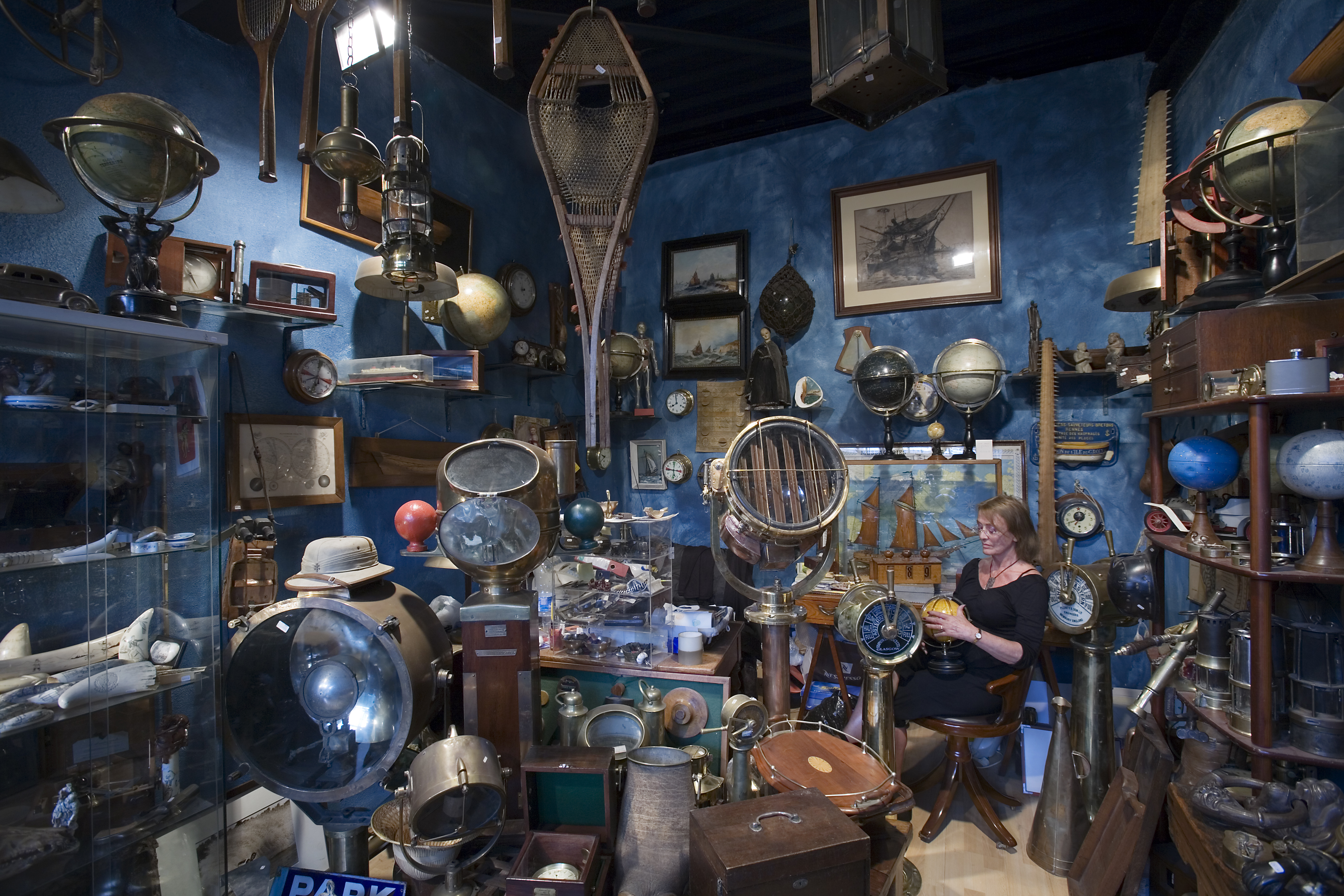
파리 생우앙 마르세 도팽의 빈티지 여행 용품 판매자

골동품 상점 또는 앤티크숍(antique shop)은 골동품을 전문으로 판매하는 소매점이다. 골동품 상점은 지역적으로 위치하거나, 아니면 온라인 쇼핑의 출현과 함께 온라인에서 볼 수 있다.
골동품 상점은 앤티크몰(antique mall) 안에 위치할 수도 있으며, 이곳에서 개개의 골동품 판매자가 부스나 가판대를 열고 몰 안에서 판매를 위해 개인 또는 가족의 물건을 전시할 수 있다. 이 미니 몰들은 위탁판매의 형태이다.

## 같이 보기
- 중고점(junk shop)